# Pacte Briand-Kellogg

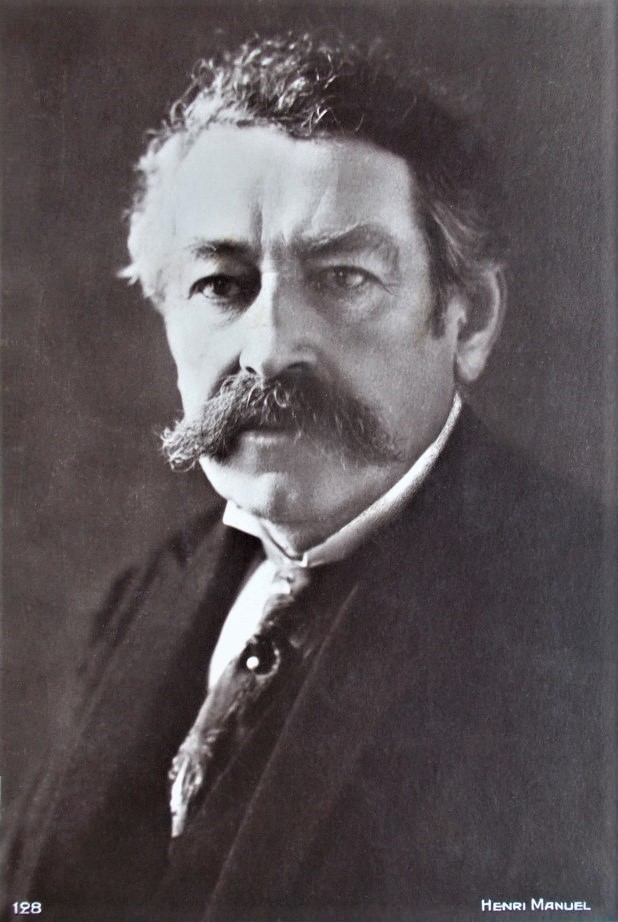
Frank Billings Kellogg, secretari d'estat nord-americà

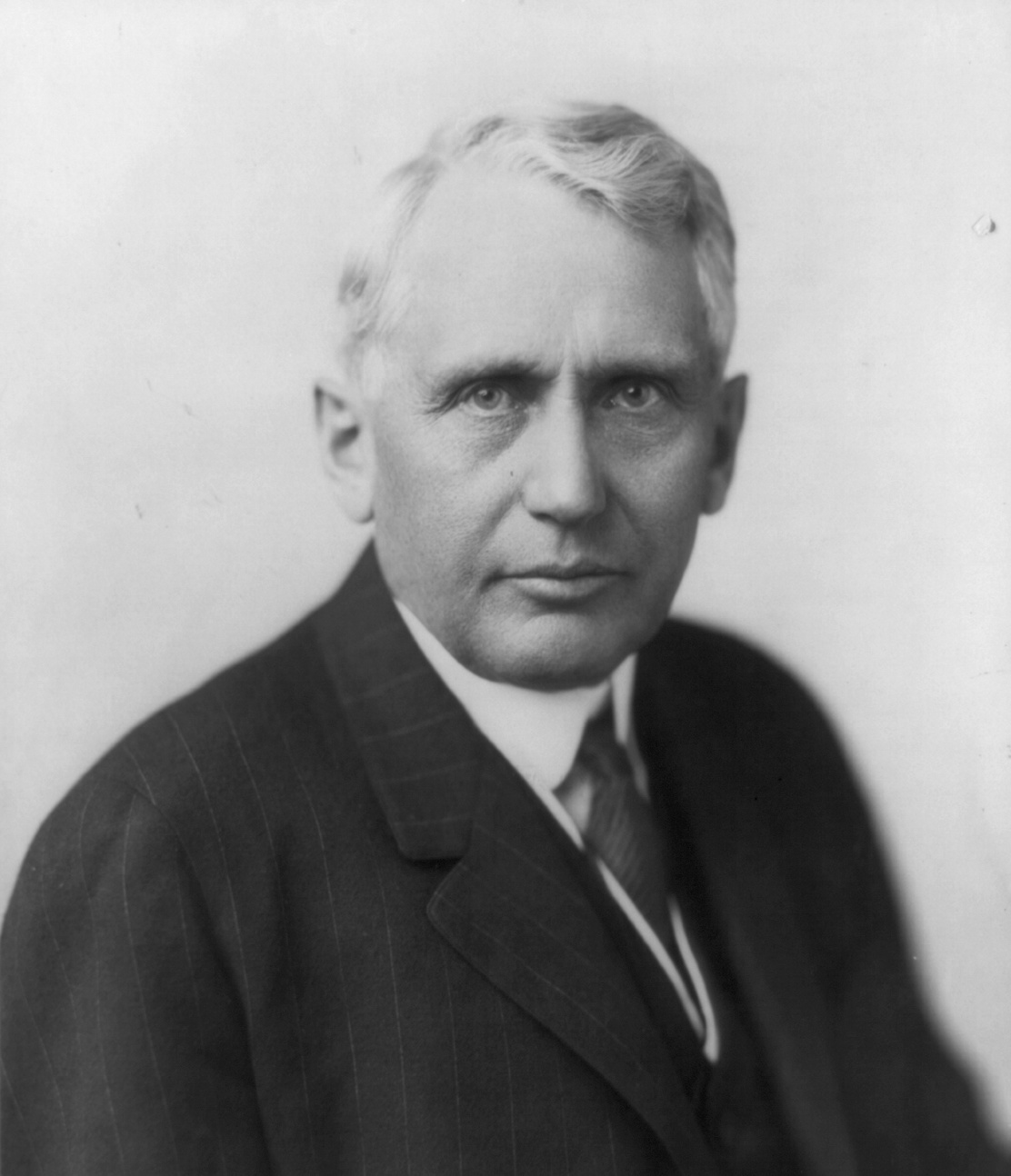
Aristide Briand, ministre d'Afers Estrangers de França

El pacte Briand-Kellogg o pacte de París va ser signat el 27 d'agost de 1928 a la ciutat francesa de París. Els 15 països signants renunciaven a la guerra com a instrument de política nacional en les seves relacions mútues.
El pacte fou promogut fora de la Societat de Nacions per Aristide Briand el 1927, ministre d'Afers Estrangers de França i que seria nomenat Premi Nobel de la Pau per aquesta acció, davant el secretari d'estat estatunidenc Franklin B. Kellog en un intent de proscriure i prohibir la guerra com un instrument de política nacional. Ambdós governs acceptaren el pacte i presentaren el tractat a diversos països. Les grans potències que s'integraren inicialment al projecte, a més de França i els Estats Units foren Alemanya, el Regne Unit, Itàlia i el Japó i posteriorment, les negociacions es van eixamplar a Bèlgica, Polònia i Txecoslovàquia, les tres potències restants del pacte de Locarno, i als dominis britànics (Austràlia, Canadà, Nova Zelanda, Sud-àfrica) i l'Índia. El 27 d'agost de 1928, tots quinze van signar el pacte al Quai d'Orsay de París, el Ministeri d'Afers Exteriors el 24 de juliol de 1929 va entrar en vigor. El 1939 l'havien signat 63 estats, tots els membres de la Societat de Nacions excepte quatre estats llatinoamericans, que van concloure el Tractat Saavedra-Lamas molt similar a Rio de Janeiro el 1935.

## Antecedents
Després de la Primera Guerra Mundial, els francesos es veuen perseguits per la por a la venjança alemanya i buscaven la garantia angloamericana però va desaparèixer quan el Senat dels Estats Units no ratifica el Tractat de Versalles. França volia que Alemanya la indemnitzés pels estralls causats per la guerra, però el Tractat de Versalles només va establir el principi de les reparacions. Per als anglesos, a diferència dels francesos, Alemanya no presentava cap perill i pretenien l'alleujament de les reparacions perquè veien com de problemàtica pot ser per a la reconstrucció econòmica.
El maig de 1921 es va arribar a un acord entre francesos i anglesos per imposar a Alemanya el pagament de reparacions per un total de 132.000 milions de marcs d'or. Les negociacions es van suspendre després de la conferència de Canes i la caiguda del president del Consell francès Aristide Briand el 1922. Finalment, la qüestió dels termes d'aplicació de les reparacions fou poc discutida. La conferència de Gènova d'abril-maig de 1922 va quedar en res perquè les concepcions occidentals i soviètiques semblaven irreconciliables, però el 1923 Raymond Poincaré va ordenar l'ocupació del Ruhr amb què França esperava obtenir els diners que la República de Weimar li devia, i la Societat de Nacions no va prendre cap mesura davant d'aquesta acció, ja que l'ocupació era legal d'acord amb el Tractat de Versalles. Els francesos, amb problemes econòmics propis, van acceptar finalment el Pla Dawes l'any 1924 que establia un estat de pagaments provisional però prou sòlid per alleujar les tensions i permetre així l'inici d'un període de distensió i es van retirar de les zones ocupades al juliol i agost de 1925.
El 1926 Gustav Stresemann i Aristide Briand foren guardonats amb el Premi Nobel de la Pau pels seus esforços en aconseguir la signatura del Tractat de Locarno de 1925.

## El Pacte
El text principal és molt breu i només conté dos articles:
- Article I: Les altes parts contractants declaren solemnement en nom dels seus respectius pobles que condemnen el recurs a la guerra per a la solució de controvèrsies internacionals i renuncien a ella com a instrument de política nacional en les seves relacions entre si.
- Article II: Les altes parts contractants acorden que la solució o solució de totes les controvèrsies o conflictes, de qualsevol naturalesa o origen, que poguessin sorgir entre elles, no es procurarà mai sinó per mitjans pacífics.

## Conseqüències
El pacte Briand-Kellogg no va complir el seu objectiu de posar fi a la guerra i, en aquest sentit, no va contribuir directament a garantir la pau al món. Va ser relativament ineficaç durant els anys posteriors a la seva ratificació. Però, a banda de la seva ineficàcia, el pacte va tenir alguns efectes perversos: en particular, va contribuir a eliminar la distinció jurídica entre guerra i pau perquè els signants es van comprometre a renunciar a la guerra però van començar a fer guerres sense declarar-los oficialment com a tals. Existeixen alguns exemples notables, però, tot i que va tenir un impacte definitiu, el paper del pacte Briand-Kellogg en la decisió dels estats de no declarar la guerra no s'hauria de sobrevalorar malgrat les intervencions militars de facto, perquè altres factors poden haver impulsat els estats a guerres no declarades. És el cas, per exemple, de la Conferència de la Haia de 1907 que exposava les nacions a sancions financeres en cas que hi hagi ferits i/o morts durant els conflictes armats que tenen lloc sota el règim jurídic de la guerra terrestre.
El tractat no va aturar els conflictes armats, i ha estat ridiculitzat pel seu moralisme i legalisme i la seva manca d'influència en la política exterior, però va conduir a una política exterior nord-americana més activista i fou utilitzat per a fonamentar l'acusació de crim contra la pau durant la invasió japonesa de Manxúria, la invasió italiana d'Etiòpia, la invasió soviètica de Finlàndia, i fonamentalment durant la invasió alemanya de Polònia i els posteriors judicis de Nuremberg i del Tribunal Militar Internacional per a l'Extrem Orient.